# ЗВ Де Заан
Zaanse Vereniging De Zaan (нидерл. Zaanse Watervrienden Nereus) — ватерпольный клуб из нидерландского Зандама. ZWV Nereus был основан 1 июля 1995 года, как результат объединения «Zaanse Watervrienden» и ZC «Nereus» (основан в 1912 году). В составе клуба занимаются пловцы и ватерполисты.

## Женская ватерпольная команда
Женская команда 7 раз выигрывала чемпионат Нидерландов (1989, 1993, 1994, 1995, 1996, 1997, 2001). Выступая в еврокубках, трижды (1990, 1995, 1996) завоёвывала Кубок европейских чемпионов.

## Мужская ватерпольная команда
- Официальный сайт